# Международное гуманитарное сотрудничество
Междунаро́дное гуманита́рное сотру́дничество — деятельность в области международных и межгосударственных отношений, направленная на осуществление людьми и организациями совместных мероприятий и программ для достижения взаимополезных культурных, научных, образовательных, социальных, спортивных, туристических целей, а также на обеспечение соблюдения прав человека и на предоставление гуманитарной помощи нуждающимся. Зачастую выступает в качестве средства проведения политики «мягкой силы».

## Задачи
Гуманитарное сотрудничество направлено на решение следующих задач:
- сохранение жизни на планете Земля
- создание благоприятных условий для обеспечения достойного образа жизни человека
- обеспечение развития способностей всех людей независимо от места проживания
- защита достоинства, жизни и здоровья матери и ребёнка
- борьбе с голодом и болезнями
- ликвидация неграмотности
- внедрение признанных международных стандартов обучения и воспитании детей и подростков.
- обеспечение получения высшего образования

## Напостсоветском пространстве
В мае 1995 года государства-члены СНГ подписали соглашение «О гуманитарном сотрудничестве государств-участников СНГ», поставив перед собой задачу достижения ряда целей: 1) взаимодействие для осуществления сотрудничества в гуманитарной области; 2) развитое и совершенствование механизмов   сотрудничества в таких областях, как архивное дело, информация и массовая коммуникация, культура, наука, работа с молодёжью, спорт и туризм; 3) разработка и совершенствование законодательствам по тем вопросам, которые связаны с указанными областями.
8 мая 2005 года была принята «Декларация о гуманитарном сотрудничестве государств-участников СНГ», согласно которой государства-участники должны были уделять первичное внимание сотрудничеству в различных областях, включая ранее указанные в соглашении.
В качестве системы, которая обеспечивает многостороннее сотрудничество в социально-гуманитарной области, выступают Россотрудничество и Межгосударственный фонд гуманитарного сотрудничества государств-участников СНГ.
Кандидат исторических наук, старший преподаватель кафедры государственного и муниципального управления факультета гуманитарных и социальных наук РУДН А. Б. Ахметова считает, что «Российская Федерация служит позитивным примером, стимулирующей интеграционные процессы в гуманитарной сфере для всех стран СНГ» и за изученный ей период, с 1991 по 2005 год, «Российская Федерация выступала одним из главных проводников гуманитарной интеграции стран Содружества, инициатором создания наиболее эффективных институтов и механизмов укрепления и реализации всестороннего взаимовыгодного сотрудничества бывших республик СССР в гуманитарной сфере».
Доктор социологических наук, декан факультета международного регионоведения и регионального управления Института государственной службы и управления Российской академии народного хозяйства и государственной службы при Президенте Российской Федерации В. В. Комлева считает, что «гуманитарное сотрудничество в Евразии является одним из приоритетных направлений Российской Федерации».

## На международном уровне

### БРИКС
Государства-члены БРИКС содействуют расширению сотрудничества в возврате и использовании, охране, реставрации и сохранении объектов культурного наследия, а также оказывают друг другу помощь и содействие в подаче заявок на включение таких объектов в Список всемирного наследия и управлении объектами культурного наследия. Кроме того, они сотрудничают обмене данными относительно проводимой на их территории деятельности в сфере культуры, предусматривающей обмен научным и творческим опытом, в осуществлении подготовки и повышения квалификации деятелей искусства и культуры в определённых областях, помогают производить обмен научных сотрудников и университетских исследователей, экспертов и студентов по программам, которые могут иметь интерес, а также занимаются разработкой совместных программ государств-членов в областях искусства и культуры для подготовки соответствующих специалистов. Так в 2018 году программный директор НКИ БРИКС Льяна Вязовская отмечала, что из 121 пункта официальной программы Председательства Индии в БРИКС 55 в большей степени относились к гуманитарным вопросам. Она указывала, что «уже сейчас можно с уверенностью сказать, что все российские инициативы в этой сфере были поддержаны индийской стороной». Кроме того, она обратила внимание на то, что было предложено много новых идей и инициатив в таких областях, как культура, наука и образование, среди которых было создание Совета по спорту, рейтингового агентства и двух конклавов (форумы представляющие собой постоянно действующие объединения усилий рабочих групп и структур), представляющие собой дружественные города стран БРИКС для молодых учёных.
В 2016 году в Индии правительства стран БРИКС — Правительство Федеративной Республики Бразилии, Правительство Российской Федерации, Правительство Республики Индии, Правительство Китайской Народной Республики и Правительство Южно-Африканской Республики — подписали соглашение о сотрудничестве в области культуры. В его основу легли декларации, которые принимались на саммитах БРИКС в Дели, Дурбане, Санья и Форталеза, где подчёркивалась осознанность важности углубления и расширения, основанного на ценностях БРИКС (взаимопознание, взаимоуважение, инклюзивность, открытость, равенство и уважение культурного многообразия), сотрудничества в области культуры для ведения культурного диалога, вносящего вклад укрепление взаимопонимания культур, в прогресс стран и помогающего сближению народов. Государства-члены пришли к выводу о необходимости  содействовать обмену в области культуры и развитию сотрудничества, включая аудиовизуальные работы, архивное, библиотечное, издательское и музейное дела, танцевальное и музыкальное искусства, театр, хореографию, цирковое искусство, культурное наследие, декоративные, изящные и прикладные искусства.
В концепции председательства России в БРИКС на 2015—2016 годов гуманитарным вопросам был посвящён седьмой пункт, где, среди прочего, указывалось на необходимость создания полноценного и многостороннего социально-политического и гуманитарного взаимодействия государств-участников БРИКС. Подчёркивалось, что российское председательство способно изменить положение в данной важной области качественным образом (благодаря чему будут укрепляться позиций России и русского языка в крупнейших странах мира, входящих в БРИКС), продвигать на мировой арене общие ценности стран БРИКС и развивать межцивилизационный диалог. А привлечение к деятельности БРИКС политических сил и организаций гражданского общества стран-участниц усилит внутреннюю основу для поддержки данного межгосударственного объединения.

### ИСЕСКО
Исламская организация по вопросам образования, науки и культуры (ИСЕСКО), входящая в состав Организации исламского сотрудничества (ОИС) способствует светским государствам-участникам ОИС из числа постсоветских государств Казахстана, Кыргызстана, России, Таджикистана, Туркменистана и Узбекистана, являющихся государствами-членами ЕАЭС, успешно воплотить в жизнь национальные проекты, включая восстановление и сохранение памятников культурного наследия, обмен опытом в преподавании и изучении зыков, культуры и истории  стран исламского мира. Организация очень тесно сотрудничает со странами, где проживает небольшое количество  мусульман, создаёт программы по развитию культуры, науки и образования. Важное направление деятельности ИСЕСКО  — сохранение и доведение до будущих поколений того богатого исторического наследия мусульманских государств, которые находятся в состоянии войны. В целом в работе ИСЕСКО в одной стратегии сочетаются гуманитарный формат западных концепций (оказание помощи) и отечественное представление (культурная, научная и образовательная деятельность).

### ООН
ООН и её подразделения участвуют в решении гуманитарных вопросов. Так В 1991 году Генеральная Ассамблея ООН создала межучрежденческий постоянный комитет занимающийся координацией международных мер направленных на решение гуманитарных кризисов. Координатор по оказанию чрезвычайной помощи ООН действует как консультативный центр ООН, являясь основным политическим консультантом, выступая как пропагандист и координатор гуманитарных чрезвычайных ситуаций. Координатор по оказанию чрезвычайной помощи является главой  Управления по координации гуманитарных вопросов (УКГВ), в чьи задачи входит направление помощи, которую ООН оказывает в условиях гуманитарных кризисов, в том случае, если они выходят за пределы мандата или возможностей одного учреждения. УКГВ работает с неправительственными организациями для обеспечения согласованной системы по оказанию своевременной и действенной помощи. Когда происходит чрезвычайная ситуация УКГВ принимает меры, распространяемые в международном масштабе, а также занимается консультацией соответствующей страновой группы ООН, как и проводит межучрежденческие консультации в штаб-квартире, целью которых является согласование важнейших направлений действий. В дальнейшем УКГВ занимается оказанием поддержки в осуществлении координации действий в пострадавшей стране. Например, УКГВ, с целью оценки потребностей, согласует деятельность учреждений ООН на местах: 1) выпуск совместных обращений различных учреждений для сбора помощи; 2) проведение совещаний доноров и дальнейших мероприятий; 3) контроля за положением средств, поступающих в качестве ответа на обращения; 4) выпуск, с целью осведомления доноров и иных участников, докладов о положении дел. Вместе со своими со своими партнёрами по гуманитарному сотрудничеству, на основе опыта работы на местах, УКГВ занимается разработкой политики и определением отдельно взятых гуманитарных вопросов и старается обеспечить рассмотрение главных гуманитарных проблем, включая те (например, положение внутренне перемещённых лиц), что находятся за пределами мандатов существующих гуманитарных организаций. В 2006 году Генеральной Ассамблеей ООН был учреждён Центральный фонд реагирования на чрезвычайные ситуации (СЕРФ), перед которым была поставлена задача оперативной реакции на чрезвычайные ситуации, спасению людей, оставшиеся в живых после стихийных бедствий и оказания гуманитарным организациям помощи в переводах денежной наличности до того, как поступят средства от доноров. При этом организация-заёмщик обязана в течение одного года возвратить заём.
В международном гуманитарном сотрудничестве России по вопросам защиты территорий и населения от чрезвычайных ситуаций техногенного и природного характера важное место занимают отношения: 1) с Департаментом ООН по гуманитарным вопросам, на основе которого в 1998 году было образовано Управление ООН по координации гуманитарных вопросов (УКГВ); 2) с Управлением Верховного Комиссара ООН по делам беженцев; 3) с Организацией ООН по образованию, науке и культуре; 4) с Советом Европы по прогнозированию, предотвращению и оказанию помощи в случае стихийных бедствий и технологических катастроф, с Международной организацией гражданской обороны; 5) с Программой ООН по окружающей среде (ЮНЕП), с Международным агентством по атомной энергии; 5) с Продовольственной и сельскохозяйственной организацией ООН, с Всемирной продовольственной программой, с Программой развития ООН (ПРООН), с Детским фондом ООН; 6) с Международным движением обществ Красного Креста и Красного Полумесяца, с Всемирной организацией здравоохранения.

### ШОС
В рамках культурного сотрудничества государств-участников Шанхайской организации сотрудничества 14 июня 2017 в Пекине проводилось празднование 16-й годовщины ШОС, во время которого открылась выставка объектов всемирного наследия стран ШОС. Государства-участники ШОС совместно с Российским союзом молодёжи обладают продолжительным опытом осуществления совместных культурно-образовательных проектов, среди которых Форум молодых лидеров стран ШОС и Форум науки и инноваций стран ШОС. Кроме того, с 2017 года была начата и осуществлена подготовка проведения первого Международного молодёжного бизнес-инкубатора стран ШОС и создание Международного молодёжного информационного агентства стран ШОС.